# Сабріе Сеутова
Сабріє Сєу́това (1953—1998) — кримськотатарська письменниця, журналістка та громадська активістка. Член Спілки журналістів СРСР (1983). Член Спілки письменників України (1985).

## Життєпис
Народилася 1953 року в місцях вислання — у селі Амангельди Джамбульської області — її батьків депортували з Маяк-Салинського району Керчі. Батько Сервер-ака викладав математику, мама Юлдуз-тата виховувала дітей. З 12 років Сабріє почала публікуватися — в кримськотатарській газеті «Ленін байраги». Згодом родина переїздить в узбецьке місто Янгіюль.
Закінчила середню школу, 1977-го закінчує факультет кримськотатарської мови та літератури Ташкентського педагогічного інституту ім. Нізамі. Влаштувалася на роботу в газету «Ленін байрагии», по тому працювала в редакції кримськотатарського журналу «Йилдиз» (1980). 1983 року стає членом Спілки письменників СРСР.
Літом 1987 року брала участь у багатотисячних акціях протестів кримських татар в Москві. 30 ж липня близько 200 кримських татар проводять демонстрацію на Пушкінській площі в Москві, дещо згодом вони зібралися на чергову зустріч в Ізмайловському парку. Того ж дня радянська влада надає московській міліції «надзвичайні повноваження» для наведення порядку. Ранком наступного дня на квартиру, де перебувала більшість ініціативної групи, приходять міліціонери та прокурор. Активістів виводили по одному, в ліфті били та садили у міліцейські машини, вивозили в аеропорт та під конвоєм відправляли у Ташкент. 2 серпня 1987 року в місцях проживання кримських татар відбуваються мітинги, на яких вислані члени Ініціативної групи розповідають про події в Москві.
У містах та районах компактного проживання кримських татар міліції надаються «додаткові повноваження для наведення порядку». В узбецьких містах Ташкенті, Бекабаді, Сирдар'ї та Янгіюлі в райкоми викликаються кримські татари — члени КПРС, від яких вимагають підписання заяв про засудження дій «екстремістів» — серед них Сабріе Сеутова, Решат Джемілєв, Фуат Аблямітов, Ескендер Фазилов та інші. 3 жовтня Сабріе затримують в Самарканді — нібито автівка, в якій вона їхала, нібито збила пішохода. В швидкому часі з'ясовується, що жодного наїзду не було, того ж дня автівку Сеутової знову затримують — цього разу за мотивом «підозра у вбивстві». 
Під час затримання міліцією, отримала важку черепно-мозкову травму. Самопочуття Сеутової погіршувалося, 20 грудня її в украй важкому стані «швидкою» привезли до ташкентської лікарні з діагнозом «струс мозку». Упродовж усіього подальшого життя С. Сєутова страждала від хвороби внаслідок цієї травми.
В січні 1988 року у місцях компактного проживання кримських татар на території Узбецької РСР знову відбуваються демонстрації проти сваволі влади, на мітингу 3 січня в Бекабаді (Ташкентська область) озвучено й вимогу розслідувати справу Сабріе Сеутової; при затриманні застосовувалися пожежні машини, що поливали холодною водою. 10 січня демонстрації протесту відновлюються в Бекабаді, Чирчику, Янгіюлі та інших містах, 24 січня акція відбулася в Ташкенті.
1989 року в ташкентському видавництві ім. Гафура Гуляма виходить її збірка «Цей блакитний світ», куди увійшли її кращі повісті та оповідання.
На початку 1990-х Сабріє з батьками із труднощами повертається в Крим. Продовжувала писати, виступала з лекціями, перебувала на акціях кримських татар.
Пройшла лікування, за сприянням Меджлісу кримськотатарського народу та діаспори їй було зроблено операцію у Туреччині у 1996 р., однак виздоровлення не настало. Померла в лютому 1998 року  у Криму від раку мозку.